# Durevius
Durevius is een geslacht van wantsen uit de familie van de Reduviidae (Roofwantsen). Het geslacht werd voor het eerst wetenschappelijk beschreven door André Villiers in 1962.

## Soorten
Het genus bevat de volgende soorten:

- Durevius cacao Hwang & Weirauch, 2010
- Durevius galbeum Hwang & Weirauch, 2010
- Durevius piceus Villiers, 1962
- Durevius tuberculatus (Villiers, 1950)
- Durevius usingeri (Villiers, 1960)